# Власова Тетяна Володимирівна
Власова Тетяна Володимирівна (1915 року, Москва — 2008 року, Москва) — радянський і російський фізико-географ, педагог. Професор кафедри фізичної географії та геоекології Московського педагогічного державного університету (1970), доктор географічних наук (1970).

## Біографія
Тетяна Володимирівна народилася 1915 року в Москві. Після закінчення середньої школи пішла працювати кресляркою. 1934 року поступила на географічний факультет Московського державного університету. Після закінчення навчання, 1939 року вступила до аспірантури. Під час німецько-радянської війни перебувала в евакуації викладала на природничо-географічному факультеті Іркутського державного педагогічного інституту. Повернувшись до Москви, 1946 року закінчила аспірантуру в Московському університеті. 1947 року захистила кандидатську дисертацію «Регіональні особливості природи Європи». Працювала доцентом на кафедрі фізичного країнознавства на географічному факультеті Московського міського педагогічного інституту імені В. П. Потьомкіна. 1970 року захистила докторську дисертацію на тему «Фізична географія материків», на основі якої створено курс для студентів педагогічних вузів, що навчаються за спеціальністю «Географія». Підручник витримав декілька перевидань кожен раз істотно оновлюючись; був перекладений іноземними мовами. 2002 року на основі цього підручника і доповнень авторського колективу фіз. географів МДУ вийшов курс «Фізична географія материків і океанів» в 2-х томах 3-х книгах.
Власова Т. В. займала ряд посад в різних радах і комісіях:
- Голова комісії з фізичної географії науково-методичної ради при Міністерстві освіти СРСР.
- Голова Вченої ради з присудження наукових ступенів на географічному факультеті Московського педагогічного інституту.
- Член ради з присудження ступеня доктора географічних наук в Московському державному університеті.

## Наукові праці
Власовою була розроблена оригінальна система комплексного фізико-географічного районування суходолу Землі, створена відповідна карта. Тетяна Володимирівна ввела в курс фізичної географії материків унікальні розділи, присвячені взаємодії людини з природою. Тетяна Володимирівна була ініціатором створення на кафедрі спецсемінару «Регіональні аспекти взаємодії людини і природи», який проіснував понад 20 років, з невеликими перервами.
Власова Тетяна Володимирівна автор ряду монографій, класичних підручників з фізичної географії материків і океанів. Основними працями є:
- (рос.) Власова Т. В. Венгрия. — М., 1948.
- (рос.) Власова Т. В. Физико-географическое районирование Венгрии. — М., 1954.
- (рос.) Власова Т. В. Физическая география частей света : учебник для педагогических институтов / пер. с 3-го перераб. и доп. рус. изд. — М., 1966. — 640 с.
- (рос.) Власова Т. В. Физическая география материков (с прилегающими частями океанов). Северная Америка, Южная Америка, Австралия и Океания, Антарктида: учеб. для географических специальностей педагогических ин-тов / пер. с 3-го перераб. и доп. рус. изд. — Т., 1983.
- (рос.) Власова Т. В. Физическая география материков. С прилегающими частями океанов. Евразия, Северная Америка : в 2 ч. — 4-е, перераб. — М. : Просвещение, 1986. — 417—268 с.
- (рос.) Власова Т. В. Физическая география материков и океанов / пер. с 3-го перераб. и доп. рус. изд. — М., 2002.
- (рос.) Власова Т. В. Физическая география материков и океанов : учеб. пособие для студ. вузов. — М. : Издательский центр «Академия», 2005. — 636 с. — (Высшее профессиональное образование. Педагогические специальности) — ISBN 5-7695-1971-1.